# Joan Ridley
Joan Cowell Ridley O’Meara (* 1903; † 1983) war eine britische Tennisspielerin der 1920er und 1930er Jahre.

## Karriere
Ridley nahm von 1924 bis 1936 durchgehend an den Wimbledon Championships teil. Ihren größten Erfolg erzielte sie dort 1931, als sie sich erst im Halbfinale Helen Jacobs geschlagen geben musste. Im Mixedwettbewerb erreichte sie 1931 in Wimbledon an der Seite von Ian Collins das Finale.
Bei den französischen Meisterschaften erreichte sie im Einzel 1929 und 1931 das Achtelfinale.
1932 drang Ridley bei ihrem einzigen Auftritt bei den US-Meisterschaften ins Halbfinale vor, in dem sie Carolin Babcock unterlag.
Daneben gewann Ridley 1930 die britischen Hallenmeisterschaften, nachdem sie dort im Vorjahr bereits im Finale gestanden hatte.
1935 heiratete Ridley in London den Arzt Daniel Joseph Patrick O’Meara.